# 国際ラグビー選手会特別功労賞
国際ラグビー選手会特別功労賞（International Rugby Players Special Merit Award）は、ワールドラグビーが主催するワールドラグビーアワードで授与される賞。フィールド内外で多大な貢献をした選手に、他の選手から贈られる形式となる。受賞者は国際ラグビー選手会（International Rugby Players organization）によって選出される。

## 国際ラグビー選手協会
国際ラグビー選手会（IRP、International Rugby Players organization）は、アイルランドの首都ダブリンに本部を置く国際ラグビー選手協会（IRPA、International Rugby Players Associations）の会員である。
2024年現在、IRPAの会員は、南アフリカ共和国、イングランド、オーストラリア、アイルランド、ウェールズ、フランス、日本、スコットランド、ルーマニア、太平洋諸国（フィジー、トンガ、サモア）、アメリカ合衆国、イタリア、ニュージーランドによる12のプロ選手協会で構成されている。
上記以外、選手協会が設立されていない国は、15人制と7人制の主要ラグビー大会の男子と女子の選手で構成される、選手評議会から代表を出す。

## 受賞者
| 年   | 受賞者                                      | 備考        |
| ---- | ------------------------------------------- | ----------- |
| 2007 | Fabien Pelous                               | [ 3 ]       |
| 2008 | アグスティン・ピチョット                    | [ 4 ]       |
| 2011 | ジョージ・スミス                            | [ 5 ]       |
| 2015 | ブライアン・オドリスコル ネイサン・シャープ | [ 6 ]       |
| 2016 | ジャン・デヴィリアス                        | [ 7 ]       |
| 2017 | リッチー・マコウ Rachael Burford            | [ 8 ] [ 9 ] |
| 2018 | DJ・フォーブス スティーブン・ムーア         | [ 10 ]      |
| 2019 | ジェイミー・ヒースリップ                    | [ 11 ]      |
| 2022 | ブライアン・ハバナ                          | [ 12 ]      |
| 2023 | ジョン・スミット                            | [ 13 ]      |
| 2024 | ヴィッキー・コーンバーロウ                  | [ 14 ]      |